# مالک سلیم
مالک سلیم (انگلیسی: Malek Saleem؛ زادهٔ ۱۳ مهٔ ۱۹۸۵) بازیکن بسکتبال اهل قطر است.